# Atlapetes rufinucha
El atlapetes nuquirrufo (Atlapetes rufinucha) es una especie de ave paseriforme de la familia Passerellidae endémica de Bolivia.

## Subespecies
Se reconocen dos subespecies:
- Atlapetes rufinucha carrikeri Bond & Meyer de Schauensee, 1939– en el centro de Bolivia (Santa Cruz);
- Atlapetes rufinucha rufinucha (d'Orbigny & Lafresnaye, 1837)– en el oeste de Bolivia (en La Paz y Cochabamba).